# Boronda
Boronda es un lugar designado por el censo ubicado en el condado de Monterrey en el estado estadounidense de California. En el año 2000 tenía una población de 1,325 habitantes y una densidad poblacional de 883.3 personas por km².

## Geografía
Boronda se encuentra ubicado en las coordenadas 36°41′56″N 121°40′30″O / 36.69889, -121.67500. Según la Oficina del Censo, la ciudad tiene un área total de 1,5 km² (0,6 mi²), de la cual 1,5 km² (0,6 mi²) es tierra y 0 km² (0 mi²) (0%) es agua.

## Demografía
Según la Oficina del Censo en 2000 los ingresos medios por hogar en la localidad eran de $46,797, y los ingresos medios por familia eran $43,309. Los hombres tenían unos ingresos medios de $26,089 frente a los $22,692 para las mujeres. La renta per cápita para la localidad era de $15,365. Alrededor del 10.9% de la población estaban por debajo del umbral de pobreza.